# Pseudione dohrni
Pseudione dohrni är en kräftdjursart som beskrevs av Bonnier 1900. Pseudione dohrni ingår i släktet Pseudione och familjen Bopyridae. Inga underarter finns listade i Catalogue of Life.